# Fleming-Windmühle
Die Fleming-Windmühle (franz. Moulin à vent Fleming) ist eine von 18 erhalten gebliebenen historischen Windmühlen in der kanadischen Provinz Québec. Sie befindet sich im südlichen Montrealer Stadtteil LaSalle, nahe dem Ufer des Sankt-Lorenz-Stroms. Die Adresse lautet 9675 Boulevard LaSalle. Erbaut wurde die Windmühle im Jahr 1827, bis 1892 war sie in Betrieb. Seit 1983 steht sie unter dem Denkmalschutz der Provinz.

## Geschichte
1815 errichtete der schottische Einwanderer William Fleming eine hölzerne Windmühle. Die Sulpizianer, die damals noch die Grundherrschaft über die Île de Montréal ausübte, ließen ihn zunächst gewähren, da er nur Gerste und Reis mahlte. Als er 1816 auch noch Weizen zu mahlen begann, verklagte ihn der Orden, weil dies gegen die Lehensbestimmungen verstieß. Die Sulpizianer erhielten nach jahrelangen juristischen Auseinandersetzungen Recht. Fleming focht das Urteil jedoch an und das Appellationsgericht entschied 1825 zu seinen Gunsten.
1827 beschloss Fleming die Errichtung eines dauerhafteren und effizienteren Bauwerks. Noch im selben Jahr stellte es der Maurermeister William Morrison fertig und die Windmühle nahm ihren Betrieb auf. Als William Fleming 1860 starb, folgte ihm sein Sohn John als Müller nach. Infolge der rasch voranschreitenden Industrialisierung warf die Mühle zunehmend weniger Profit ab und musste schließlich 1892 den Betrieb einstellen. Sie wurde 1930 erstmals restauriert und 1947 von der Stadt LaSalle (bis 2002 eine eigenständige Gemeinde) erworben. Weitere umfassende Restaurierungen erfolgten 1974 sowie von 1989 bis 1991.

## Bauwerk
Aufgrund der schottischen Herkunft des Bauherren unterscheidet sich die Fleming-Windmühlen architektonisch von den übrigen noch erhalten gebliebenen. Zum Ausdruck kommt dies vor allem in der kegelartigen Form des Turms, der zudem ein haubenförmiges Dach aufweist. Als Baumaterial wurden Feldsteine verwendet. Zum Schutz vor den heftigen Winden aus nordöstlicher Richtung ist der Turm an dieser Seite mit einer Holzverkleidung verstärkt. Der Mechanismus ist intakt, so dass die Flügel bewegt werden können. Rund um die Windmühle befindet sich eine Parkanlage.